# سونبریگت (تنسی)
سونبریگت(به انگلیسی: Sunbright) شهری در ایالت تنسی کشور ایالات متحده آمریکا است که جمعیت آن در سرشماری سال ۲۰۱۰ میلادی، ۵۵۲ نفر بوده‌است.